# Tony Stratton-Smith
Tony Stratton-Smith (Birmingham, circa 1933 – Londen, 1987) was een Brits ondernemer. Hij was voornamelijk bekend als oprichter van het platenlabel Charisma Records.

## Biografie
Hij begon als sportverslaggever bij bladen als de Birmingham Gazette, Daily Sketch en Daily Express. Er ontstond verschil van mening over wie het verslag mocht doen van de wedstrijd Rode Ster Belgrado-Manchester United FC (3-3, 5 februari 1958, Europacup). Stratton-Smith verloor en nam ontslag. Zijn baas ging wel en vloog mee met de desastreuze retourvlucht op 6 februari 1958, waarbij het vliegtuig na een tussenstop München crashte. Van zijn hand verscheen in 1963 The Brazil book of football. 
Hij raakte min of meer onder invloed van Brian Epstein, destijds manager van The Beatles in de muziekwereld, en werd manager van The Koobas (zouden nauwelijks succes hebben), die hij overnam van Epstein. Daarna volgde in 1968 The Nice (op voorspraak van Keith Emerson), die hij overnam uit de stal van Andrew Loog Oldham. De excentrieke The Bonzo Dog Doo-Dah Band volgde. Oldham was toen ook baas van Immediate Records en het kwam tot een breuk. Stratton-Smith startte zijn eigen platenlabel Charisma. Rare Bird, Van der Graaf Generator en Genesis volgden, die laatste bracht in 1970 Trespass uit, de basis voor een lange loopbaan in de progressieve rock. In aanvulling op bovenstaande artiesten was Stratton-Smith ook betrokken bij Monty Python's Flying Circus, albums en film Monty Python and the Holy Grail. Vanuit de genoemde bands managede hij ook de daar uit voortkomende soloartiesten zoals Vivian Stanshall (The Bonzo Dog Doo-Dah Band), Peter Hammill (Van der Graaf Generator), Peter Gabriel, Steve Hackett (beiden Genesis). Andere bands die hij begeleidde waren Atomic Rooster, Audience, Brand X (via Phil Collins van Genesis) en Lindisfarne. Er zijn verhalen dat hij destijds ook Queen kon begeleiden. De demo’s kwamen wel in handen van Stratton-Smith, maar tot een definitieve band kwam het niet. Een medewerker van Stratton-Smith, Gail Colson zou later Gabriel en Hammill vertegenwoordigen.      
Charisma Records bleef een platenlabel dat erg op het Verenigd Koninkrijk gericht was. Daarbuiten maakte het gebruik van de distributiekanalen van grotere platenlabels. In 1983 verkocht Stratton-Smith Charisma Records aan Virgin Records, dat op haar beurt opgeslokt werd door EMI, dat in 2012 werd opgesplitst.
Stratton-Smith hield van het goede leven en van paardenrennen. Zijn laatste levensjaren bracht hij door in Las Palmas de Gran Canaria. Tijdens een verblijf op Jersey werd bij hem alvleesklierkanker geconstateerd; hij overleed al spoedig daarna. 

## Eerbetoon
Op 6 mei 1987 werd er een herdenkingsdienst voor hem gehouden in St. Martin-in-the-Fields, waarbij Keith Emerson een werk speelde, Graham Chapman sprak en Michael Palin aanwezig was. Marillion droegen hun album Clutching at Straws aan hem op, Peter Hammill schreef "Time to burn" ter nagedachtenis aan hem en het laatste nummer van To the power of Three ("On my way home") van 3 bestaande uit Keith Emerson, Robert Berry en Carl Palmer werd aan hem opgedragen.